# Iphigenia (Gattung)
Die Pflanzengattung Iphigenia gehört zur Familie der Zeitlosengewächse (Colchicaceae). Es gibt etwa zwölf Arten, die in der Alten Welt verbreitet sind.

## Beschreibung

### Erscheinungsbild und Blätter
Iphigenia-Arten wachsen als ausdauernde krautige Pflanzen. Diese Geophyten bilden als Speicherorgane unterirdische Knollen, die von einer Tunika bedeckt sind. Die aufrechten Stängel sind beblättert.
Es sind einige grundständige, verstreut wechselständig, spiralig oder zweizeilig am Stängel angeordnete, sitzende, linealische Laubblätter vorhanden, die in Blattscheide und Blattspreite gegliedert sind. Die Blattscheide ist röhrig oder offen. Die einfache Blattspreite ist flach, linealisch oder lanzettförmig und parallelnervig.

### Blütenstände, Blüten, Früchte und Samen
Die Blüten stehen einzeln oder zu mehreren in endständigen, schirmtraubigen Blütenständen zusammen. Die Tragblätter sind laubblattähnlich. Die Blütenstiele sind lang.
Die zwittrigen Blüten sind radiärsymmetrisch und dreizählig. Die sechs gleichgestaltigen Blütenhüllblätter sind frei, ausgebreitet, sehr schmal, genagelt und meist früh vergänglich. Es sind zwei Kreise mit je drei Staubblättern vorhanden. Die an der Basis der Blütenhüllblätter inserierten, untereinander freien Staubfäden sind kurz und etwas flach. Die dorsifixen, frei beweglichen Staubbeutel sind nach außen gebogen und öffnen sich mit Längsschlitzen. Drei Fruchtblätter sind zu einem, eiförmigen bis länglichen, oberständigen, dreikammerigen Fruchtknoten verwachsen. Jede Fruchtknotenkammer enthält viele Samenanlagen. Der kurze Griffel endet in einer dreilappigen Narbe, die auf der Oberseite Narbengewebe besitzt.
Die loculicidalen Kapselfrüchte enthalten viele Samen. Die fast kugelförmigen Samen besitzen eine dünne, braune Samenschale (Testa).

## Systematik und Verbreitung
Die Iphigenia-Arten sind in der Alten Welt weitverbreitet. Sie kommen auf dem afrikanischen Festland, in Madagaskar sowie Sokotra, im tropischen Asien und in Australien vor.
Die Gattung Iphigenia wurde 1843 durch Karl Sigismund Kunth in Enumeratio Plantarum Omnium Hucusque Cognitarum, Band 4, S. 212 aufgestellt. Typusart ist Iphigenia indica (L.) Kunth. Der Gattungsname Iphigenia stammt aus der griechischen Mythologie: nach Iphigenie, der Tochter von Agamemnon und Klytaimnestra. Synonyme für Iphigenia Kunth sind: Aphoma Raf. nom. rej., Notocles Salisb., Hypoxidopsis Steud. ex Baker. Obwohl Aphoma Raf. bereits 1836/37 durch Constantine S. Rafinesque-Schmaltz veröffentlicht wurde, ist es ein, entsprechend ICBN-Regeln (Art. 14.4 & App. III), nom. rej. (nomen rejiciendum) zugunsten Iphigenia Kunth.
Die Gattung Iphigenia gehört zur Tribus Iphigenieae innerhalb der Familie Colchicaceae; sie wurde früher in die Familie Liliaceae eingeordnet.
Es gibt etwa zwölf Iphigenia-Arten:
- Iphigenia boinensis H.Perrier: Sie kommt im westlichen Madagaskar vor.[1]
- Iphigenia indica (L.) A.Gray ex Kunth (Syn.: Melanthium indicum L., Anguillaria indica (L.) R.Br., Notocles indica (L.) Salisb. nom. inval., Melanthium caricinum Roth, Melanthium racemosum Roth, Anguillaria cochinchinensis Spreng., Anguillaria caricina Schult. & Schult.f., Anguillaria racemosa Schult. & Schult.f., Aphoma angustiflora Raf., Aphoma cuneata Raf., Iphigenia caricina (Schult. & Schult.f.) Kunth, Iphigenia racemosa A.Gray ex Kunth, Hypoxidopsis pumila Steud. ex Baker, Lloydia melanantha H.Lév.): Sie ist weitverbreitet von Sri Lanka über Indien, Nepal, Myanmar, Thailand, Kambodscha, Vietnam bis zu den chinesischen Provinzen Hainan sowie Yunnan, Indonesien, zu den Philippinen und ins nördliche Australien.[1]
- Iphigenia magnifica Ansari & R.S.Rao: Sie kommt im südlichen Indien vor.[1]
- Iphigenia mysorensis Arekal & S.N.Ramaswamy: Sie kommt im südlichen Indien vor.[1]
- Iphigenia oliveri Engl.: Sie kommt Äthiopien und der südwestlichen Arabischen Halbinsel bis ins Südliche Afrika vor.[1]
- Iphigenia pallida Baker: Sie kommt im südlichen Indien vor.[1]
- Iphigenia pauciflora Martelli: Sie kommt im tropischen Afrika vor.[1]
- Iphigenia robusta Baker: Sie kommt im zentralen Madagaskar vor.[1]
- Iphigenia sahyadrica Ansari & R.S.Rao: Sie kommt im südlichen Indien vor.[1]
- Iphigenia socotrana Thulin: Dieser Endemit kommt nur auf Sokotra vor.[1]
- Iphigenia stellata Blatt.: Sie kommt nur im indischen Bundesstaat Maharashtra vor.[1]

Nicht mehr zu dieser Gattung wird gerechnet:
- Iphigenia novae-zelandiae (Hook.f. ex Kirk) Baker  =>  Wurmbea novae-zelandiae (Hook.f. ex Kirk) Lekhak, Survesw. & S.R.Yadav. Sie kommt in Neuseeland vom südlichen Canterbury bis nördlichen Otago vor.

## Nutzung
Über eine Nutzung ist nichts bekannt.